# Symbolique des représentations florales dans l'Égypte antique
Les représentations florales ont toujours été mises en avant dans l'art de l'Égypte antique. On retrouve ainsi plusieurs plantes —fleurs ou fruits—, ayant toujours une signification symbolique. Généralement, la connotation aphrodisiaque des plantes représentées en est la raison essentielle.

## Lotus
Le lotus (Šmˁ) est la plante héraldique de Haute-Égypte.
Il apparaît souvent dans les chapiteaux, dits dans ce cas lotiformes, au sommet des colonnes des temples de l'Égypte antique.
Le lotus contient de l'apomorphine et d'autres alcaloïdes hallucinogènes.

## Mandragore
Longtemps confondu avec le Persea par les égyptologues, on sait désormais que c'est la mandragore qui apparaît, souvent associée au lotus dans les bouquets. Émergeant de la fleur de lotus, le fruit de la mandragore est reconnaissable par la représentation des trois sépales visibles parmi ses cinq.
On trouve également ses fruits, de la taille d'une mirabelle, dans les représentations de colliers et de pectoraux ainsi qu'en frise dans des décors. Selon le botaniste Frank Nigel Hepper (publication de 1990), ce sont bien des fruits de mandragore qui sont représentés sur le décor du trône de Toutânkhamon.
Dans une scène représentant des danseuses, on voit que l'une d'elles tend un fruit de mandragore, très grossi, vers les narines d'une autre pour lui faire respirer sa senteur censée être aphrodisiaque. Dans une autre scène, le fruit de la mandragore est en bout de la main qui le tient ; dans ce cas, l'ensemble représente symboliquement le sein, dans la même attitude que la déesse Isis allaitant Horus.

## Bleuet
La médecine prescrivait le bleuet en décoction en cas d'irritation des yeux et des paupières, pour lutter contre la conjonctivite, et plus généralement pour les inflammations de la peau et des muqueuses ainsi qu'en cosmétologie.

## Papyrus
Le papyrus (Ḥȝ) est la plante héraldique de Basse-Égypte.
Il apparaît souvent dans les chapiteaux, dits dans ce cas papyriformes, au sommet des colonnes des temples de l'Égypte antique.